# Принцеса Марса (фільм)
«Принцеса Марса», перейменований і перевиданий в 2012 р., як «Джон Картер, марсіанин» (англ. Princess of Mars, John Carter of Mars) — американський фантастичний фільм 2009 р. американської незалежної студії The Asylum, заснований на романі 1912 р. «Принцеса Марса» автора Едгара Райса Барроуза. Не плутати з високобюджетним фільмом «Джон Картер: між двох світів» 2012 р., який також є адаптацією цього роману. У Європі фільм випущений під назвою «Марсіанські колоніальні війни» (англ. The Martian Colony Wars).

## Сюжет
Джон Картер (Антоніо Сабато-молодший) — снайпер сучасної армії США, що служив в Афганістані та поранений під час виконання службових обов'язків. Він використовується в телепортаційому експерименті, в якому переміщається до Марса 216 (Барзума), що знаходиться за межами Сонячної системи. У цьому світі Картер виявляє здатність стрибати на великі відстані через нижчу, ніж на Землі, силу тяжіння. Спочатку він опиняється в рабстві зеленошкірих варварів тарків і провівши деякий час на ланцюгу, він заробляє статус серед них, а потім рятує життя принцесі Деї Торіс (Трейсі Лордс).
Група тарків на чолі з Тарс Таркасом беруть Картера до людського лідера Тал Гаджуса, Торіс знаходиться під охороною дочки Таркаса Соли. Дізнавшись, що Таркас дав Картеру військове звання, яке може надати тільки Гаджус, Таркас і Картер змушені вступити в сутичку. Після перемоги Картер стикається з Сарком, афганським найманцем, який зрадив його. Коли той тікає, Картер допомагає Таркасу вбити Гаджуса та стати новим лідером тарків.
Капітан Картер потім дізнається, що Дея Торіс втекла до планетарної станції очищення повітря, яка тримає Барзум у життєздатному стані. Сарк пошкодив її, в результаті чого атмосфера почала розріджуватися. Джон Картер і Сарк стають обличчям один до одного в поєдинку. Картер і Дея Торіс повторно активувують станцію, Картер повертається на Землю, де він відмовляється розповісти своєму начальству про свої пригоди, побоюючись що людство колонізує Барзум. Він повертається до своїх військових обов'язків, в той час як паралельно сподівається колись повернутися на Барзум.

## Ролі
- Антоніо Сабато-молодший — Джон Картер
- Трейсі Лордс — Дея Торіс
- Метт Ласкі — Тарс Таркас
- Чако Вадакет — Сарк/Саб Тан
- Мітчелл Гордон — Тал Гаджус
- Ноель Перріс — Сола

## Відмінності від роману
- Події відбуваються в наші дні.
- Марс 216 знаходиться не в Сонячній системі.
- Відправка на екзопланету відбувається з волі НАСА.
- На екзопланету відправляють не одну людину, а двох.

## Критика
Рейтинг на сайті IMD — 3,1/10.